# Parco Giardino Sigurtà
Der Parco Giardino Sigurtà (deutsch Park Sigurtà) ist ein privater, aber öffentlich zugänglicher Landschaftspark in Valeggio sul Mincio in der italienischen Provinz Verona. Der Park ist benannt nach seinem Besitzer und Erneuerer Giuseppe Carlo Sigurtà (1898–1983) und wurde mehrfach mit Preisen ausgezeichnet.

## Lage
Der Park befindet sich nördlich der Stadt Valeggio sul Mincio. Die Entfernung zum südlichen Ende des Gardasees bei Peschiera beträgt 10 Kilometer. Der Park dehnt sich mit einer Fläche von 60 Hektar auf hügeligem Gelände längs des linken Ufers des Flusses Mincio aus und liegt etwa 50 Meter über dem Fluss. Die Länge des Parks beträgt etwa 1,3 Kilometer bei einer mittleren Breite von 450 Metern. Die historische Villa am südlichen Ende gehört nicht zum öffentlich zugänglichen Park.

## Gestaltung

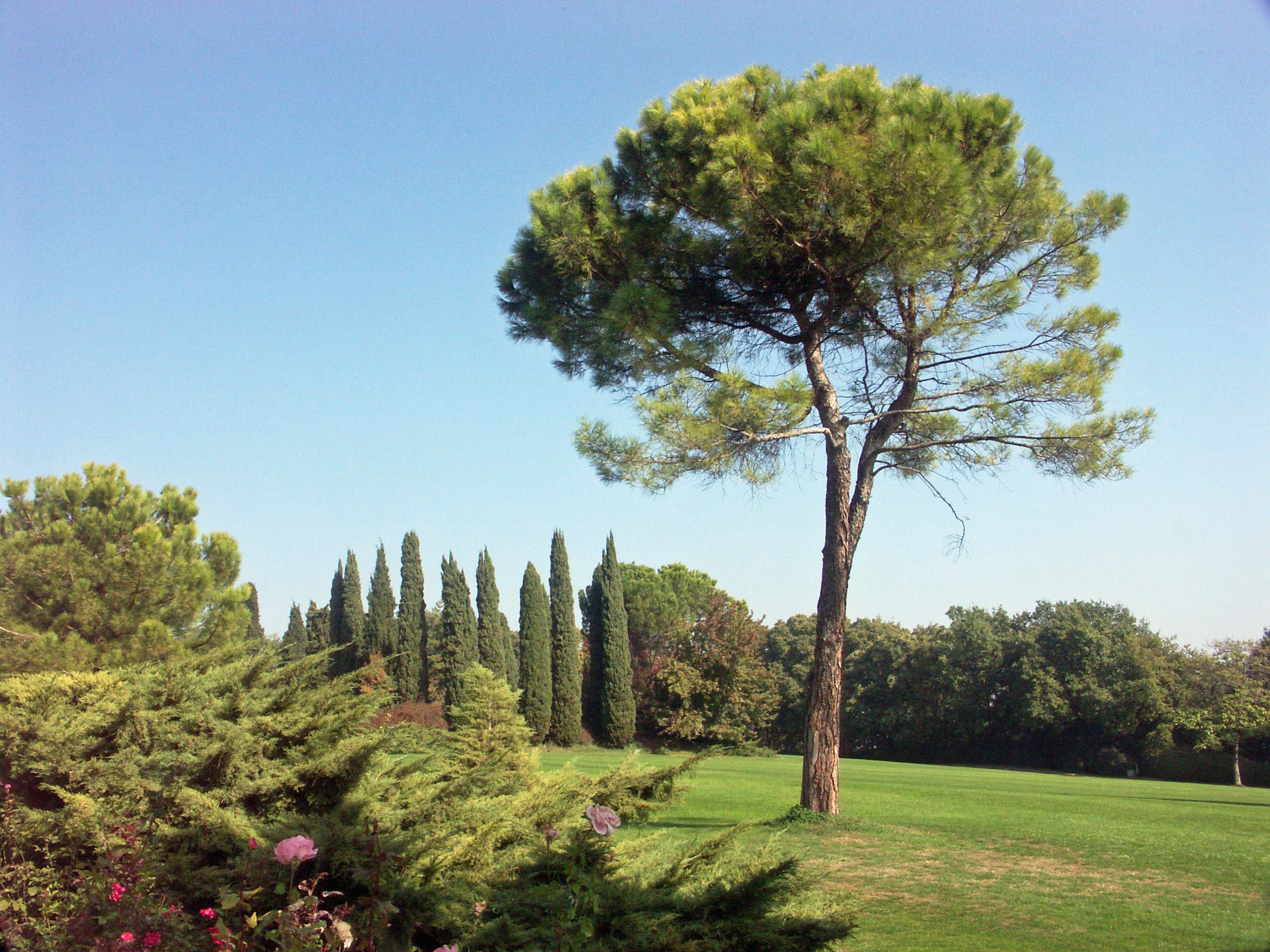
Einzelpinie
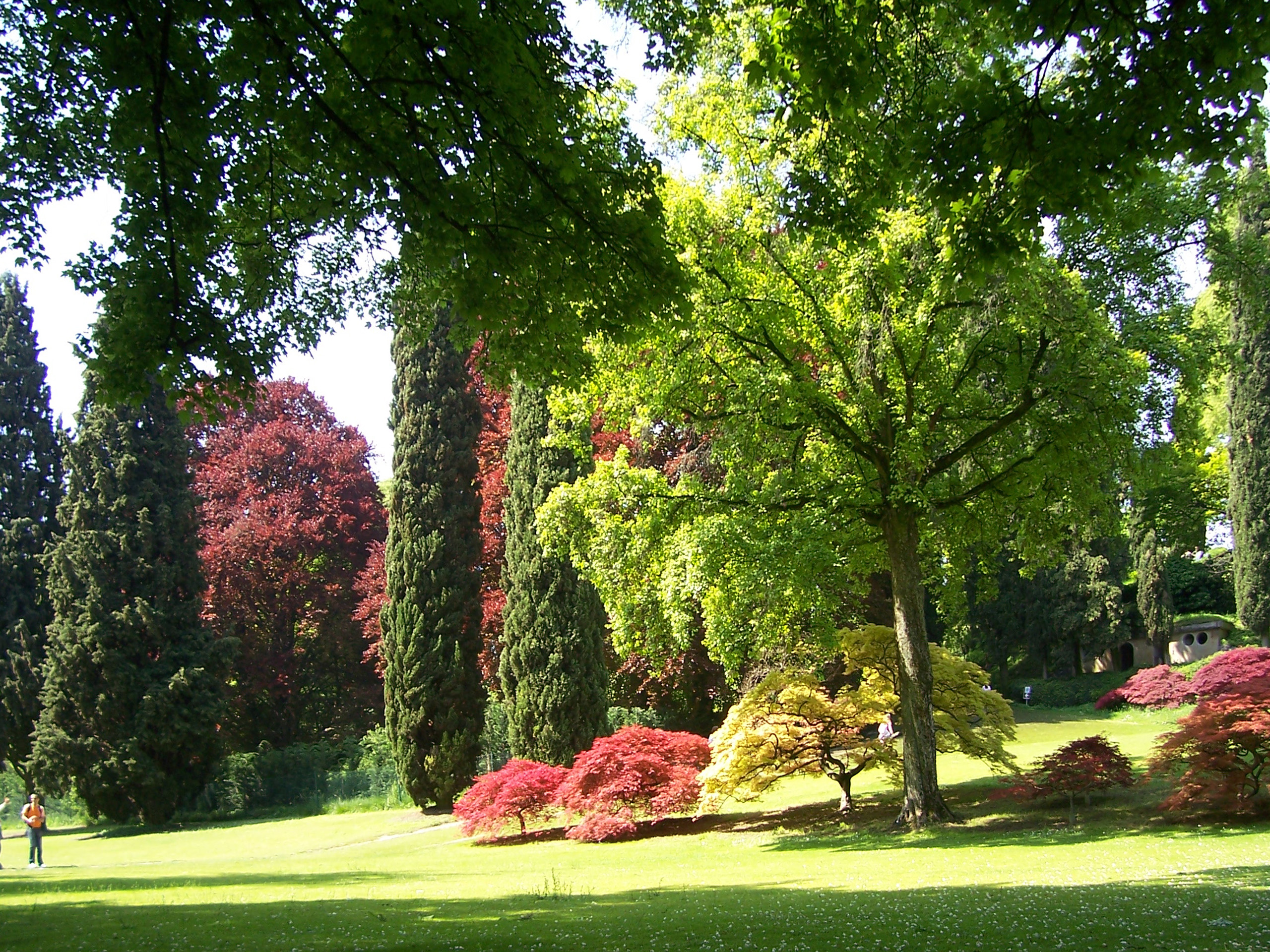
Farbzusammenstellung
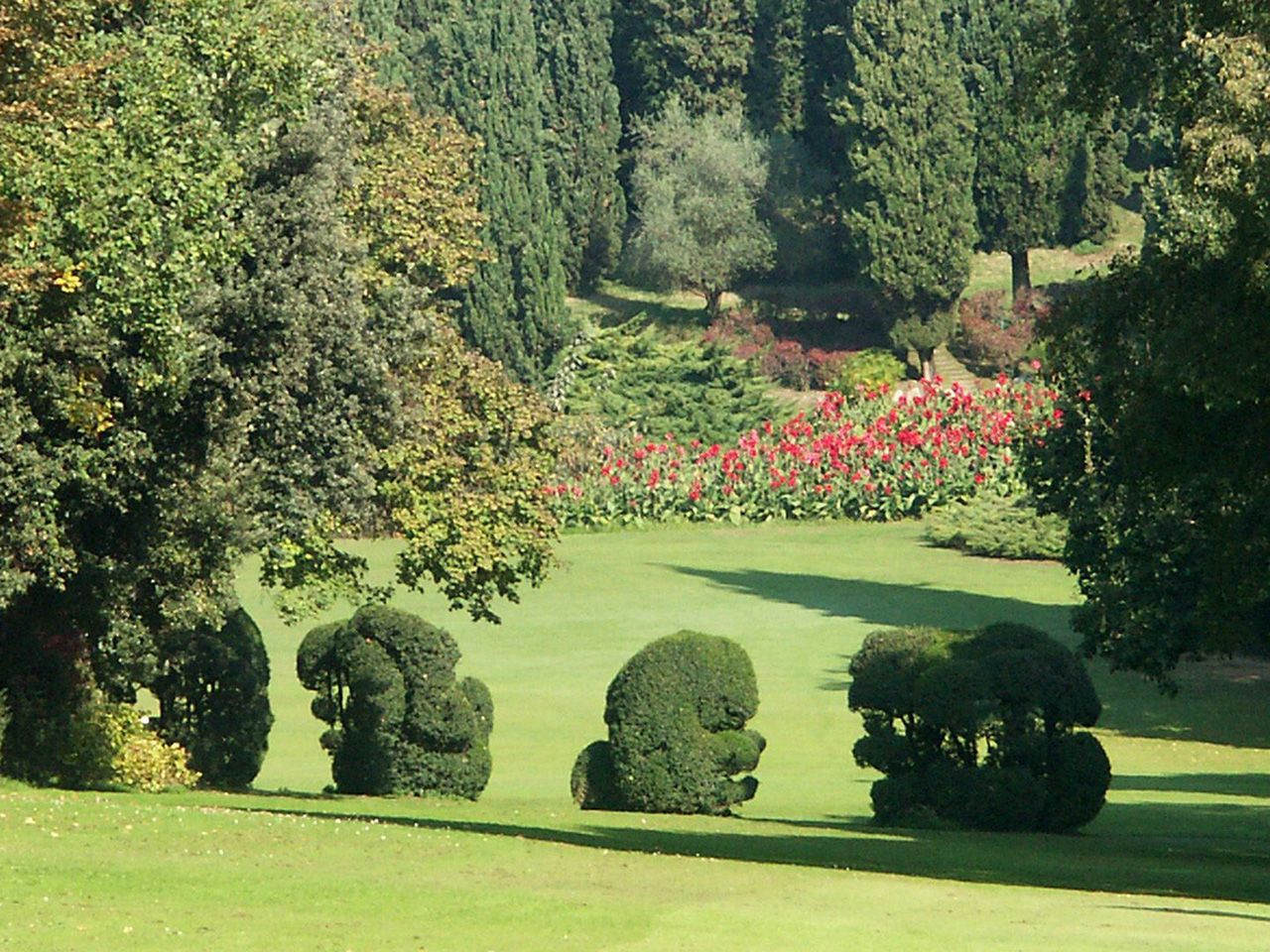
Groteske Buchsbäume

Der Park besitzt weite Wiesenflächen, die von kleinen Waldstücken, Baumgruppen oder Einzelbäumen bestanden sind. Eine Besonderheit des Parks ist die harmonische Zusammenstellung von Bäumen und Sträuchern mit verschiedenen Laubfarben. Der älteste Baum ist eine 400-jährige Eiche. Die zahlreichen Buchsbäume im Park sind nicht, wie sonst üblich, in strengen geometrischen Formen verschnitten, sondern verspielt und grotesk gestaltet.
Das ganze Jahr über wechseln sich tausende Blumen in ihrer Blütenpracht ab. Der erste Höhepunkt ist die Tulpenblüte im März und April. Über eine Million Blüten von 300 verschiedenen Tulpensorten füllen Wiesen und Beete. Für dieses Ereignis hat sich der Begriff der „Tulipanomania“ eingebürgert. Es ist nach dem holländischen Keukenhof die zweitgrößte Tulpenblüte in Europa.

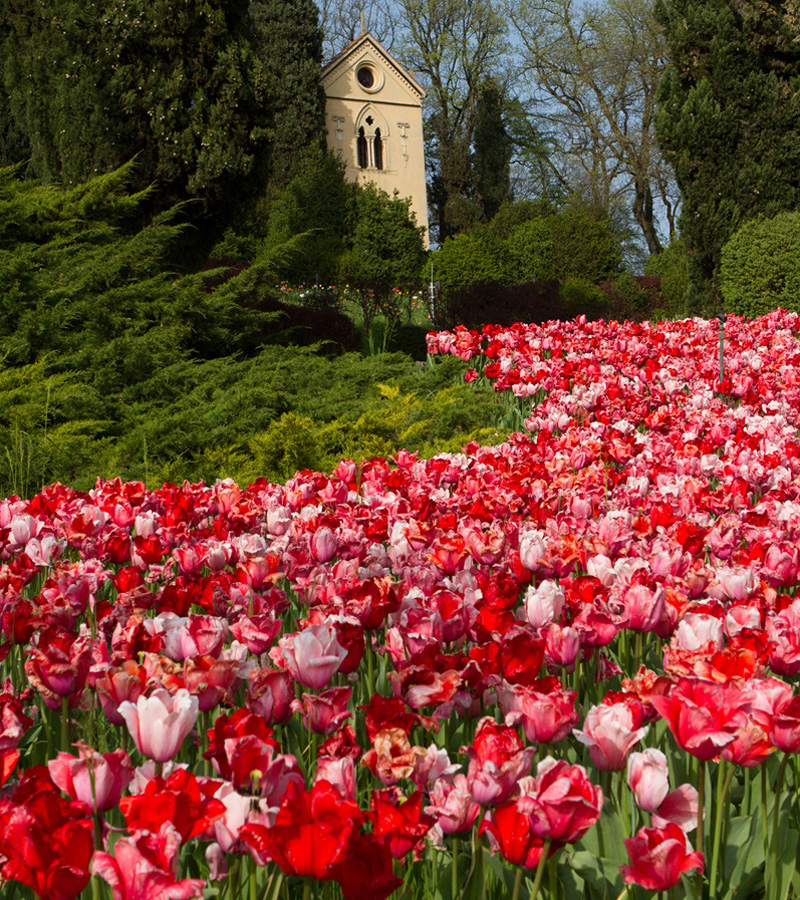
Tulpenblüte
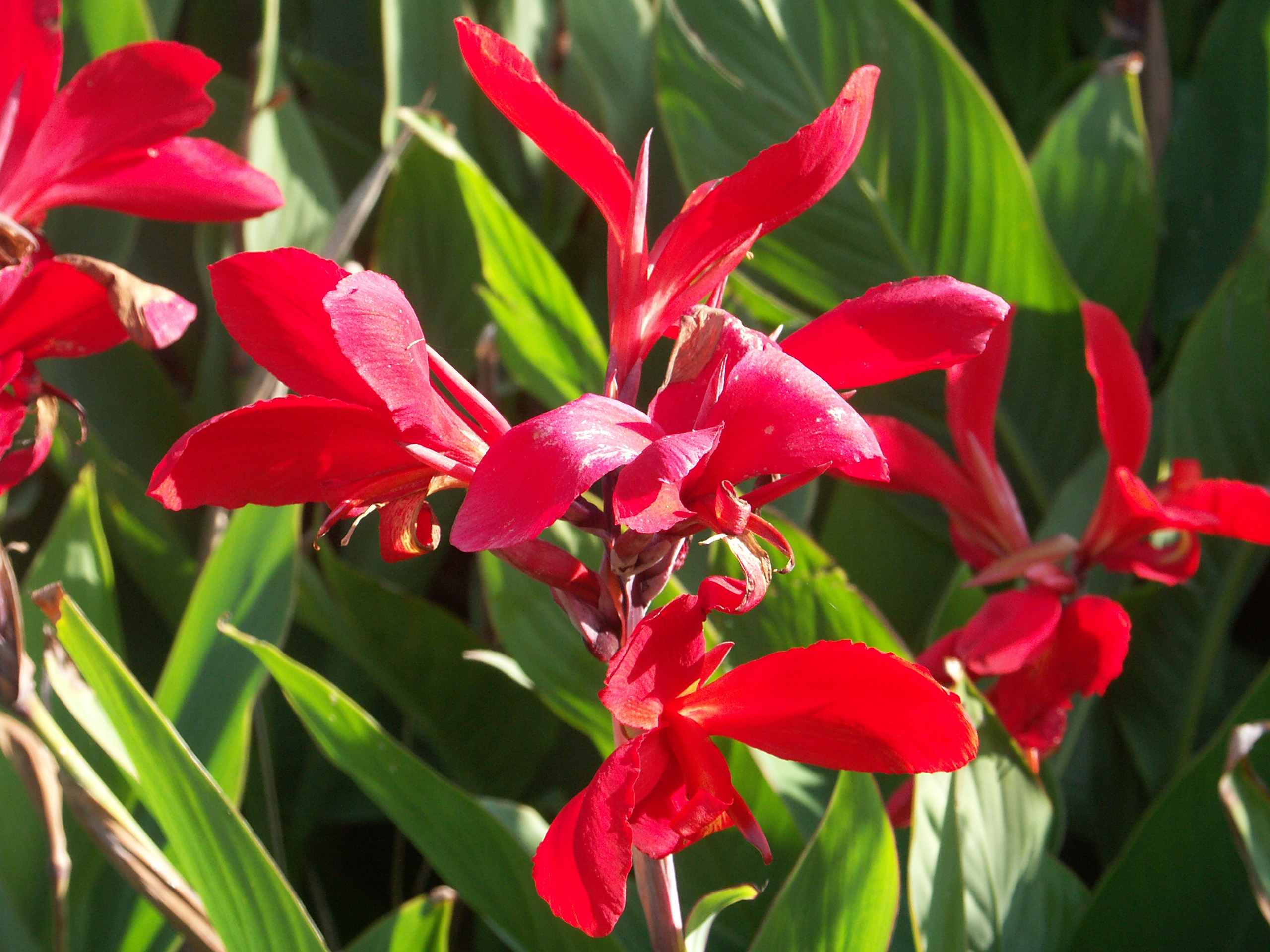
Indisches Blumenrohr
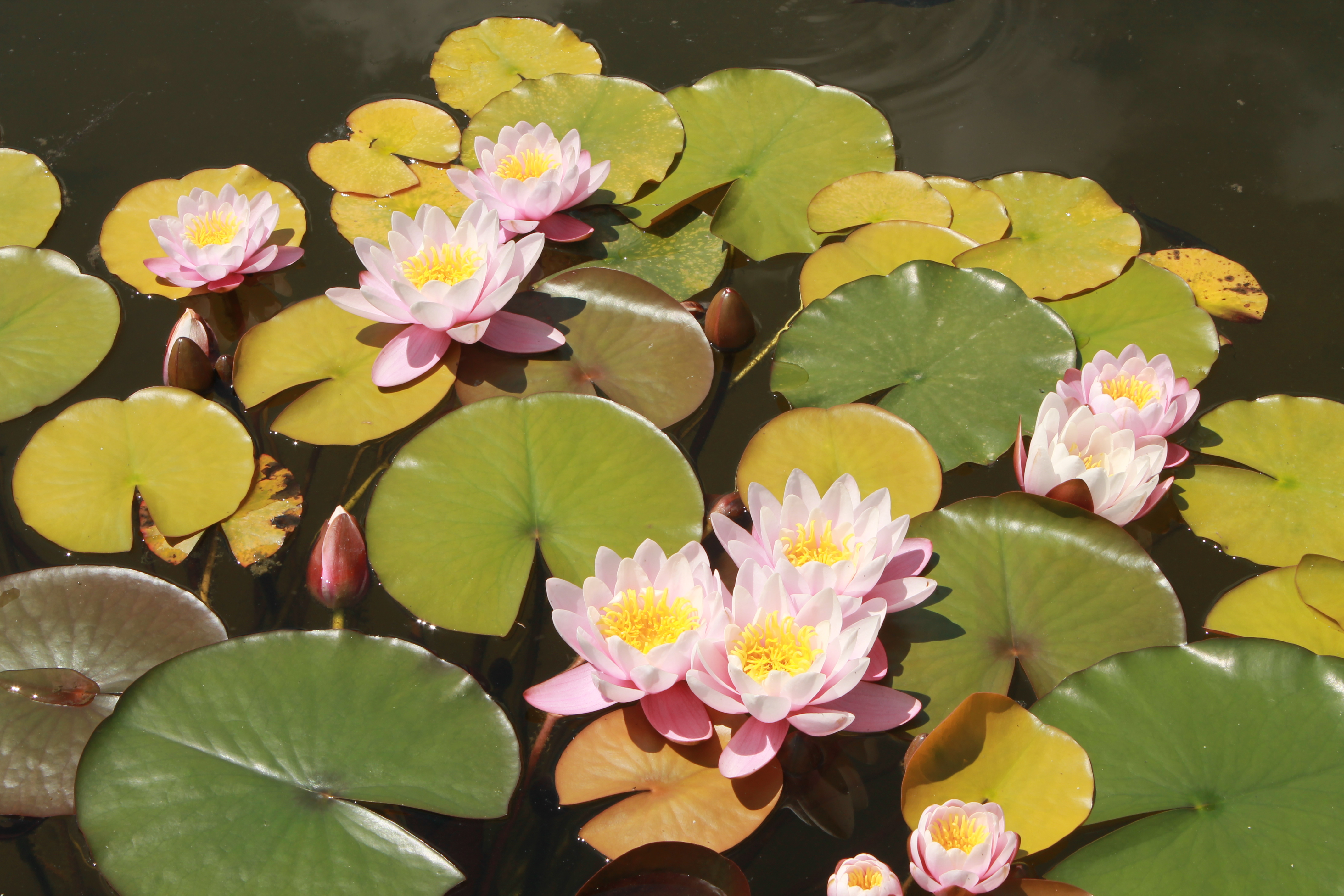
Seerosen

Den Tulpen folgen Tausende Schwertlilien und das Indische Blumenrohr. Ab Mai blühen im Park über 30.000 Rosen verschiedener Arten. Die 600 Meter lange Rosenallee, bepflanzt mit den Arten Queen Elizabeth und Floribunda, durchzieht den Park von Nord nach Süd. Sie erhält ihren zusätzlichen Reiz durch den Blick auf die außerhalb des Parks gelegene Scaligerburg von Valeggio.
Auf den 18 Wasserflächen im Park, teils mit natürlicher Begrenzung, teils geometrisch exakt angelegt, blühen Seerosen und Lotosblumen. Nach zahlreichen weiteren Blumenarten beschließen 30 Dahliensorten den Jahresreigen.
Neben der herrlichen Natur enthält der Park auch einige Sehenswürdigkeiten. Noch vom Ende des 18. Jahrhunderts stammen die Einsiedelei und das Schlösschen, das ursprünglich als Waffensaal errichtet wurde und in dem im 20. Jahrhundert als Gäste Giuseppe Carlo Sigurtàs die Nobelpreisträger Gerhard Domagk (1895–1964), Alexander Fleming (1881–1955) und Selman Abraham Waksman (1888–1973) weilten. Am Nordwestende des Parks steht die Bronzestatue des Giuseppe Carlo Sigurtà, hinter der sich in einem Becken eine horizontale Sonnenuhr befindet. Ein 2500 m² großer Irrgarten aus Taxushecken führt im Zentrum des Labyrinths zu einem Aussichtspunkt. In einem Lehrbauernhof für Kinder gibt es Tiere zum Anfassen, und in einem Kräutergarten werden 40 unterschiedliche Heilkräuter angebaut.

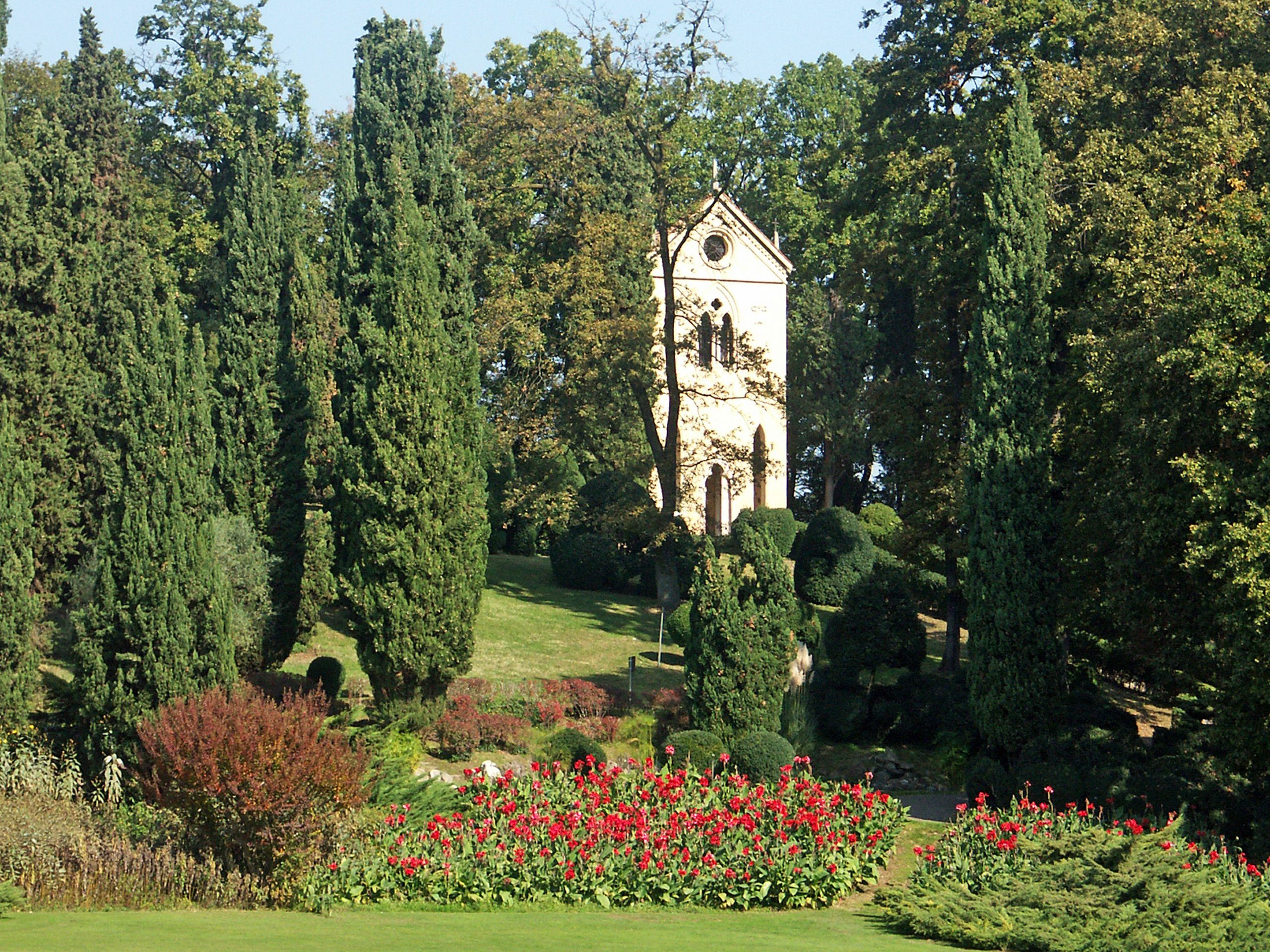
Die Einsiedelei
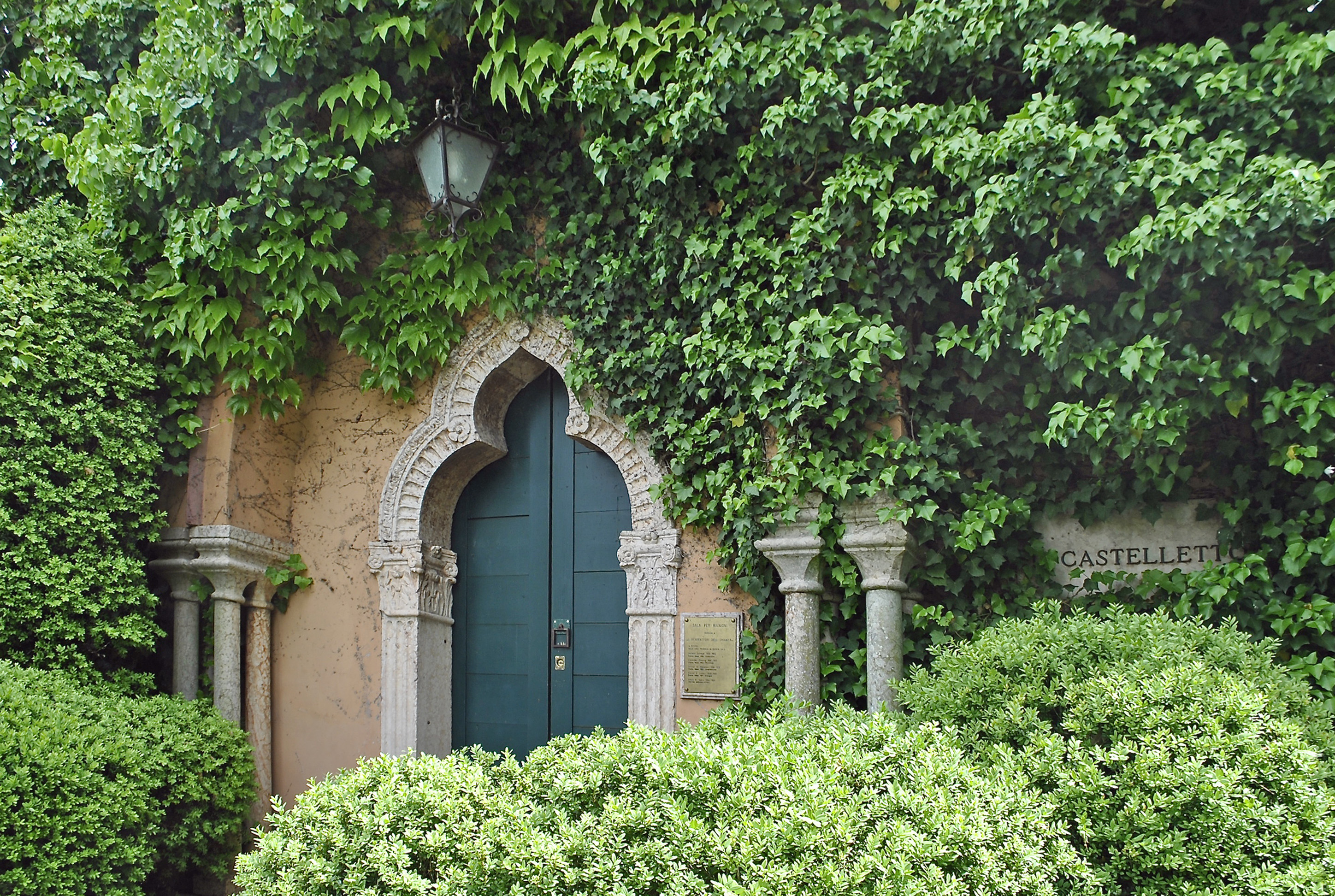
Das Schlösschen
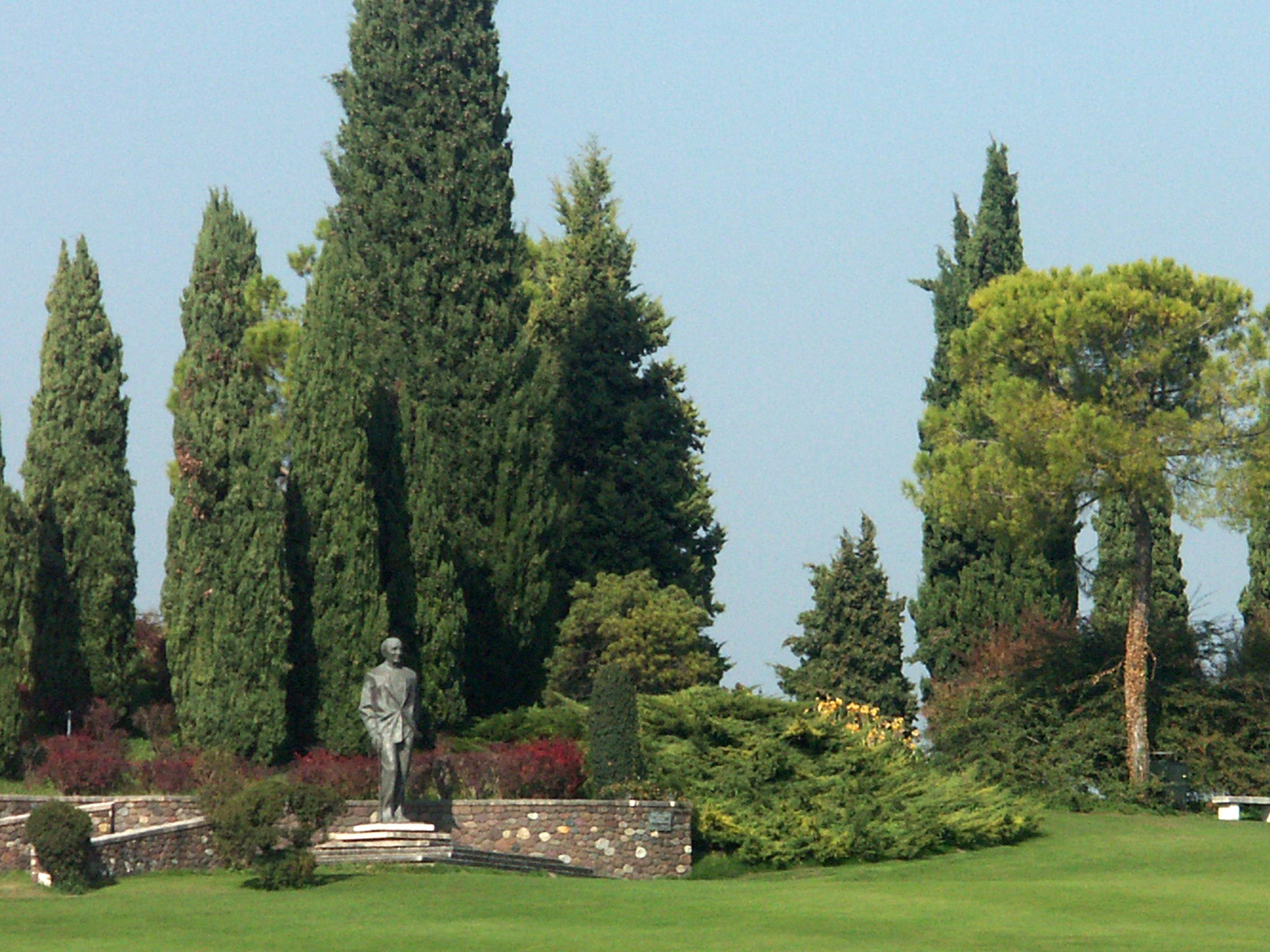
Statue des Parkerneuerers
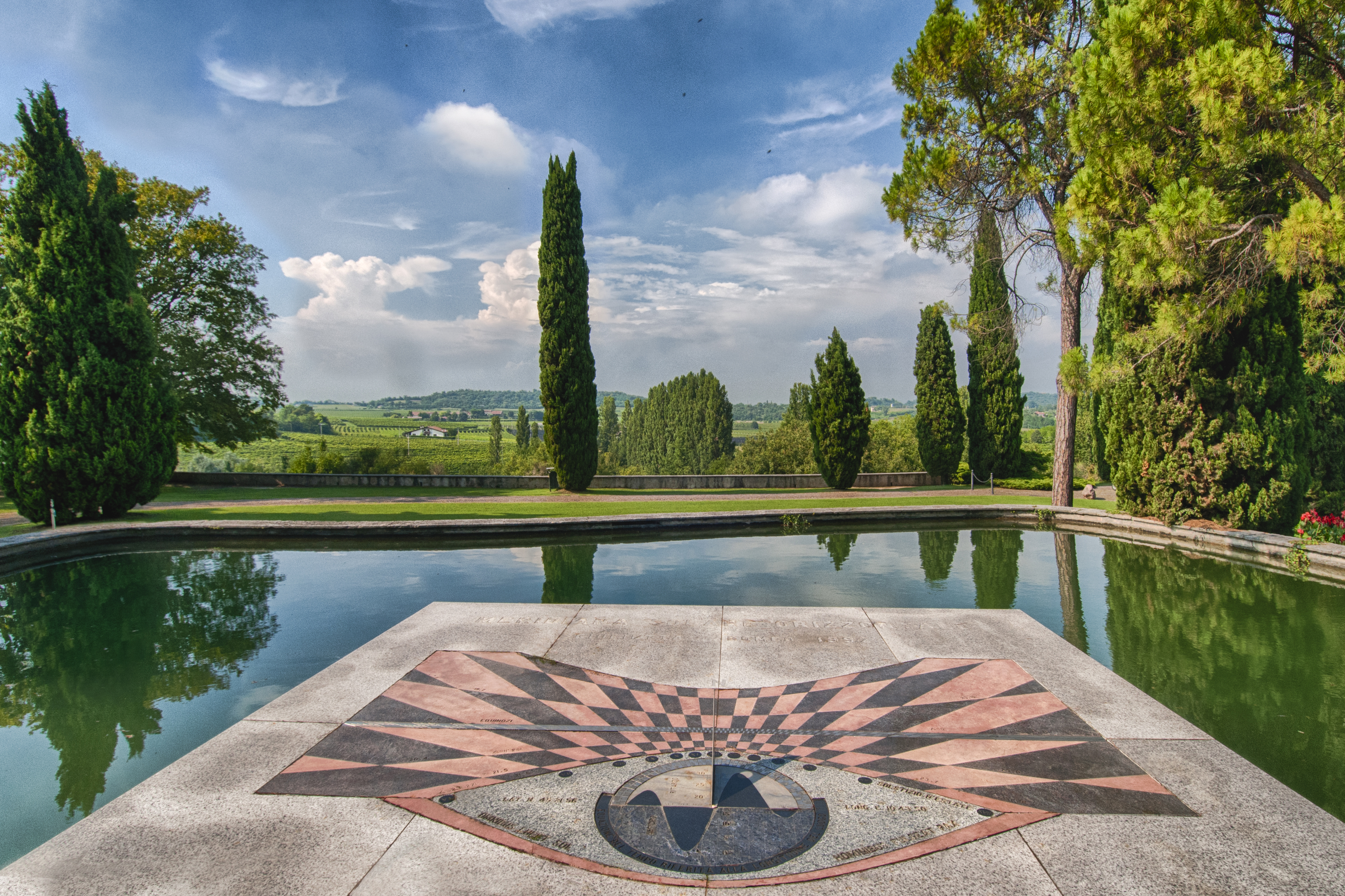
Die Sonnenuhr
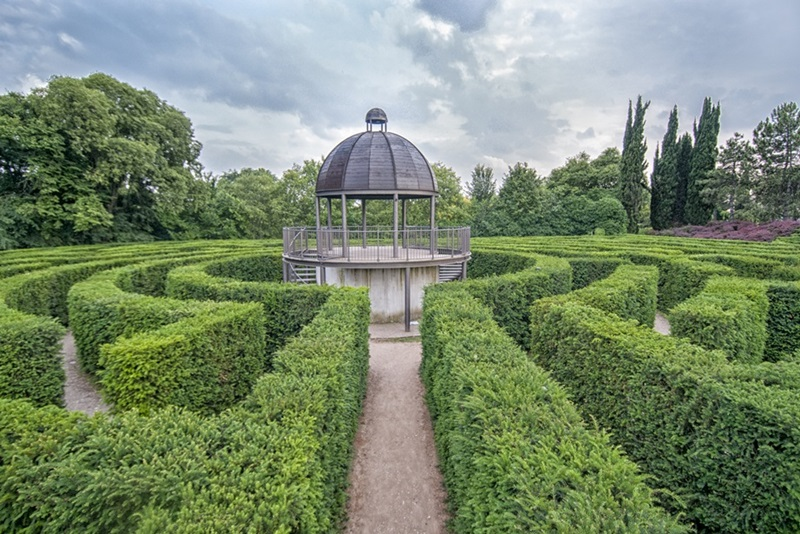
Der Irrgarten
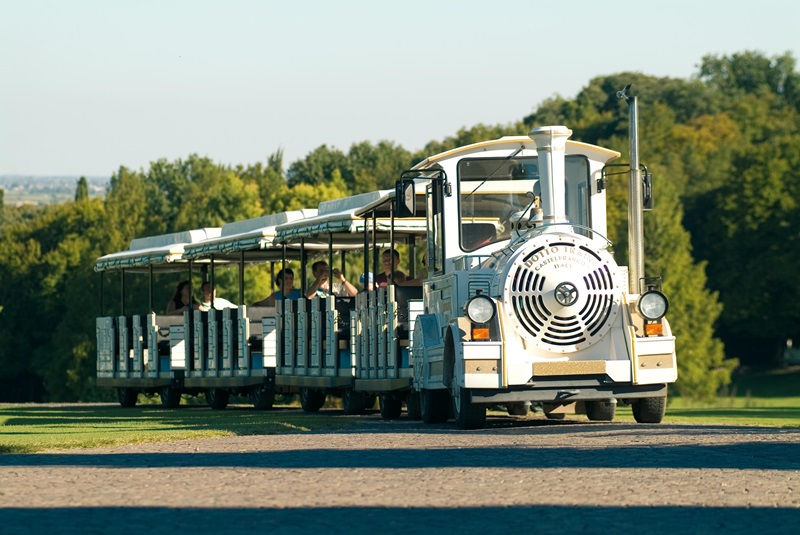
Die Parkbahn

Den Park kann man sich zu Fuß erschließen, aber auch mit dem Fahrrad, mit einem Golf-Cart, als Gruppe mit einem kleinen Shuttle-Bus oder per Rundfahrt mit der Parkbahn. Außer zur Besichtigung wird der Park als Ort für Veranstaltungen verschiedener Art genutzt.

## Geschichte
Die schriftlich belegbare Geschichte des Anwesens beginnt 1407, als der venezianische Patrizier Gerolamo Nicolò Contarini ein von einer Mauer umgebenes Grundstück („brolo cinto de muro“) zur landwirtschaftlichen Nutzung erwarb. Die Nutzungsart blieb auch unter der Familie Guarienti von 1436 bis 1626 unverändert. Durch Heirat kam dann die Familie Maffei in den Besitz des Anwesens. 1693 ließ Graf Antonio Maffei durch den Architekten Vincenzo Pellesina (1637–1700) eine prächtige Renaissance-Villa errichten.

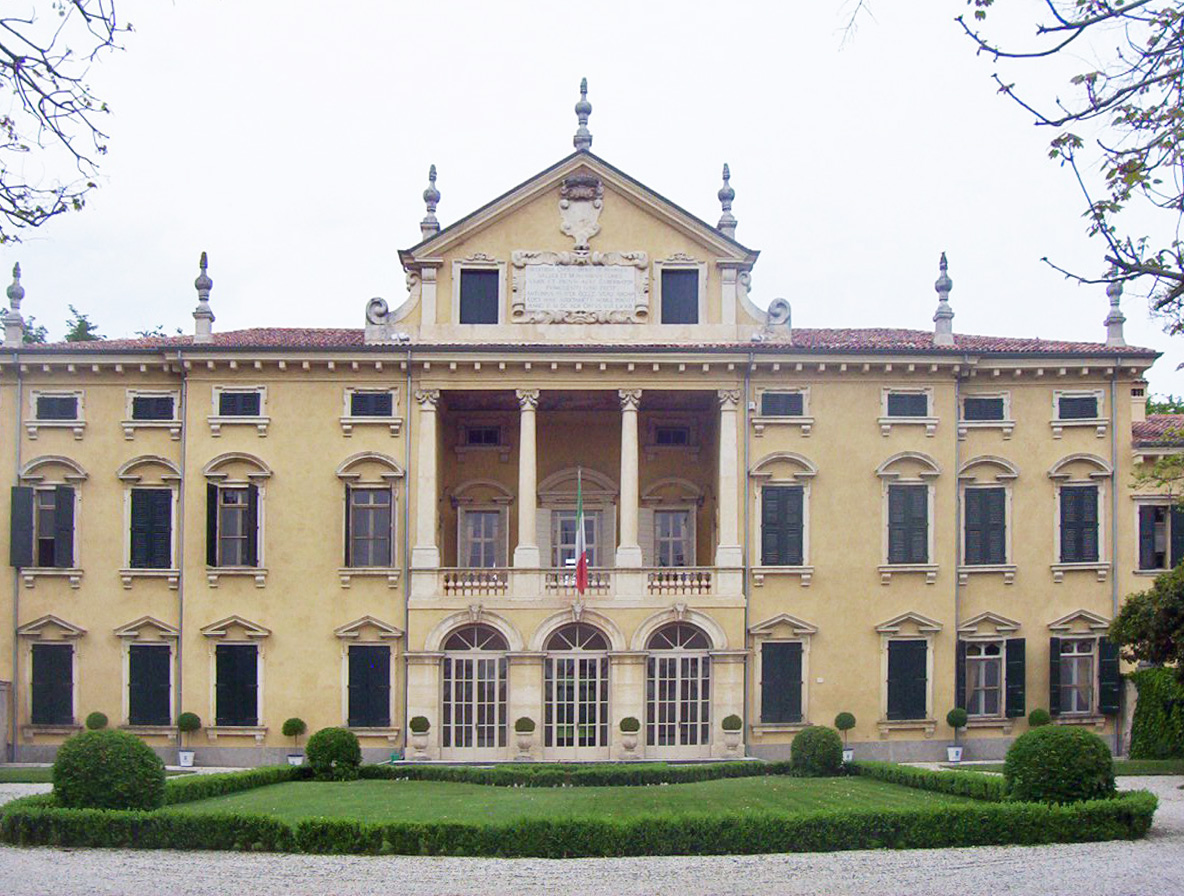
Die Maffei-Villa (2010)

1699 erwarb er auch das Recht, aus dem Fluss Mincio Wasser entnehmen zu dürfen. Damit wurde es möglich, wegen des ansonsten relativ trockenen Geländes den Garten der Villa zu vergrößern. Einer der Nachkommen, Antonio Maffei (1759–1836), erweiterte diesen auf 22 Hektar und schuf auf Anraten seines Neffen, des Dichters Ippolito Pindemonte (1753–1828), einen Landschaftsgarten im englischen Stil, der auch einige Bauten, wie die Einsiedelei, enthielt. 1836 ging nach Erbschaft und Heirat der Besitz an die Familie Navuloni.
Vor der in der Nähe stattfindenden Schlacht von Solferino wohnte vom 23. zum 24. Juni 1859 der österreichische Kaiser Franz Joseph I. (1830–1916) in der herrschaftlichen Villa im Park, danach der Sieger der Schlacht, Napoleon III. (1808–1873), vom 25. Juni bis zum 7. Juli.
Unter den Navulonis bis 1929 und anschließend im Besitz einer Arztwitwe verfiel der Park mehr und mehr. Das änderte sich ab 1941, als der Pharmazieunternehmer Giuseppe Carlo Sigurtà Villa und Park kaufte. Er nahm das alte Recht der Entnahme von Wasser aus dem Mincio wieder wahr, erweckte den Park zu neuem Leben und vergrößerte ihn auf 60 Hektar. Nach seinem Tode setzte sein Neffe und bisheriger Mitgestalter des Parks, Enzo Sigurtà (1927–2009), das Werk fort, das nunmehr dessen Kinder Giuseppe und Magda übernommen haben.
Seit 1983 ist der Park der Öffentlichkeit zugänglich. Er wird ständig erweitert; 1990 wurde die horizontale Sonnenuhr realisiert und 2011 nach sechsjähriger Vorbereitung und Bauzeit das Labyrinth eingeweiht.

## Auszeichnungen (Auswahl)
- 2011 Auszeichnung für die beste Pflege von „Grandi Giardini Italiani“[3]
- 2013 Schönster Park Italiens (Il Parco Più bello d’Italia)[4]
- 2015 Zweiter Platz beim Europäischen Gartenpreis (European Garden Prize)[5]
- 2016 Spezialpreis von Parksmania für das Event „TulipanoMania“[6]